# Alfredo Moffatt
Alfredo Carlos Moffatt (Buenos Aires, 12 de enero de 1934-Buenos Aires, 2 de julio de 2023) fue un psicólogo social, psicodramatista y arquitecto argentino. Fundador de la Escuela de Psicología Argentina, fue conocido como uno de los discípulos predilectos de Enrique Pichon Rivière (1907-1977). Su carrera se caracterizó por distintos aportes en el ámbito comunitario y por el desarrollo de innovadoras terapias populares.
Su psicoterapia, notoriamente vinculada con la filosofía existencial, presupone que la identidad se ve determinada por los proyectos que dan sentido a nuestra vida. De ese modo, cada uno se define por la relación con aquellos otros con quienes construimos un camino en el tiempo.

## Organizaciones populares
Dentro de las organizaciones autogestivas por él erigidas se destacan:
- Cooperanza en el hospital psiquiátrico Borda: Distintos de talleres de recreación que operan en el patio del Borda todos los sábados ininterrumpidamente desde 1985. Tienen por objetivo fomentar la trama vincular y fortalecer el sentimiento de identidad de los internos. De allí nació LT22 Radio La Colifata, un taller que creó Alfredo Olivera en 1991.

- El Bancadero: Mutual de ayuda psicológica alternativa ubicado en el barrio porteño de Once. En esta organización han trabajado solidariamente cientos de psicólogos sociales y psicólogos clínicos. Se calcula que han asistido a más de 35 000 personas.[3]

- Las Oyitas en La Matanza: Organización autogestiva de ollas populares para chicos de barrios marginales, donde no faltan los juegos, la música y el teatro espontáneo.[4]

## Otros trabajos

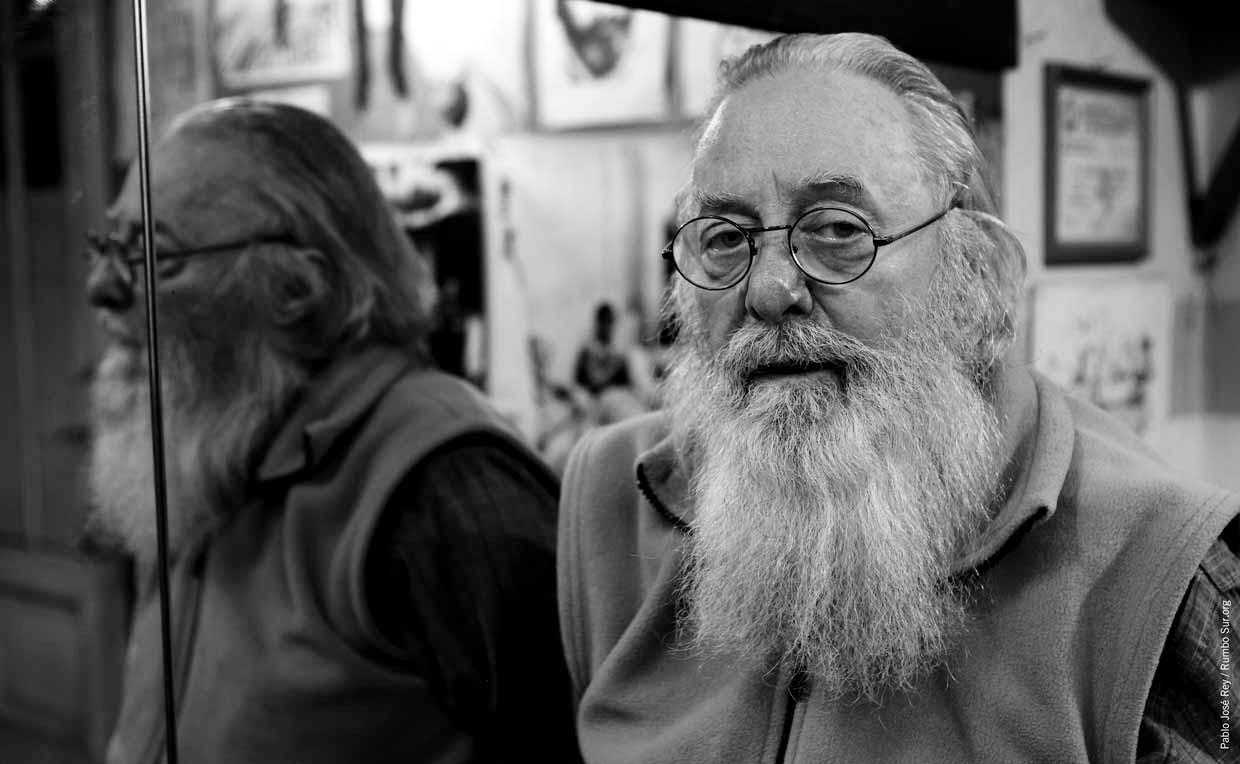
Alfredo Moffat / Situación de Calle - Rumbo Sur

Alfredo Moffatt ha trabajado tanto dentro como fuera de Argentina. Trabajó en Estados Unidos en el hospital Maimonides de Nueva York invitado por Angel Fiasché y en Brasil junto al pedagogo Paulo Freire (1921-1997) además de brindar seminarios, consultorías y supervisiones.
En agosto de 2004 trabajó también brindando asistencia psicológica de emergencia en el incendio del supermercado Ycuá Bolaños, ocurrido en Asunción (Paraguay) el 1 de agosto de 2004.
También asistió a familiares de la tragedia en la discoteca Cromañón (sucedida en Buenos Aires el 30 de diciembre de 2004.
Ha brindado capacitaciones en terapia de crisis.

## Modelo teórico
Discípulo del psicoanalista Enrique Pichon Rivière (1907-1977), Alfredo Moffatt utiliza ideas y prácticas provenientes de diversos orígenes que incluyen la sociología marxista, la antipsiquiatría, la psicología comunitaria, el psicodrama, la psiquiatría existencial, el psicoanálisis y la teoría sistémica de la comunicación.
Al describir el trabajo terapéutico en la comunidad popular Peña Carlos Gardel, Moffatt señala la necesidad de rescatar las tradiciones culturales locales que le dan identidad a las personas “enfermas” como una forma de ayudarles a reconstruir su historia, a reconectarse con su pasado “sano” (sobre todo en el caso de adultos mayores) y a validar sus propios códigos culturales, dejando de imponerles los códigos burgueses de los profesionales de la salud mental. Esto se realiza más por la comunicación del cuerpo que por la verbal, más con la música y el baile que con el análisis. Moffatt considera también como parte de su esquema de trabajo la “redistribución de la locura”:

Tal como a la pobreza (o a la riqueza) también a la locura es necesario redistribuirla. Los chivos emisarios no necesitarían existir si cada uno de nosotros asumiera su parte de locura, su delirio chico o grande. También se puede ver el problema a la inversa, es decir, lo que perdemos al reprimir todo pensamiento no racional con un pensamiento estereotipado, renunciamos tanto a la locura desintegradora como también a la imaginación creadora. 
 Defendiendo una redistribución y elaboración de los contenidos irracionales también estamos defendiendo nuestro derecho a la creación, a la imaginación y a conocernos nosotros mismos, hacia adentro, hacia nuestro inconsciente.
Alfredo Moffatt

Por lo anterior, en la Peña surge siempre el relato de quien viene por primera vez y se angustia al no poder distinguir quién es de afuera y quién es de adentro, lo que lo lleva a vivir la visita a la Peña como una “miniinternación”, debido a que la remoción y la proyección de sus propios núcleos psicóticos no encuentra la disociación sano-enfermo formalizada por ropas, guardapolvos o actitudes de sometedor-sometido (esta proyección es debida a que la persona siente que penetra en el “depósito-de-la-locura” de la comunidad). 
 En la Peña ambos roles se deben replantear pues no existe ningún elemento en el contexto físico o comunicativo que indique quién está internado y quién no.
Alfredo Moffatt

Alfredo Moffatt enfatiza la necesidad de invertir el procedimiento estándar y partir de la práctica concreta para solo desde ella ir hacia la teoría, a la construcción del esquema teórico. Otro aspecto de Alfredo Moffatt es su aguda crítica a la escuela psicoanalítica lacaniana y su rol en Argentina:

Si ahora analizamos qué proceso histórico tuvo la psicoterapia en la Argentina, vemos que el psicoanálisis, es sinónimo de psicoterapia. Ser psicólogo es ser psicoanalista. La tarea de la cura debe ser individual, negando el cuerpo y analizando el pasado infantil. También se exige un paciente con capacidad simbolizante. Vemos que es un instrumento solo para las clases sociales media y alta. Ni aún durante las luchas populares de los sesenta y setenta, la psicoterapia se abrió a una concepción comunitaria, con técnicas grupales donde se pudiera incorporar el cuerpo y la emoción, para generar proyectos de acción. (…) 
 Luego sucede algo sorprendente, cuando la crisis social genera la discontinuidad de las historias de vida y aparece el síndrome de despersonalización como esquizofrenización de la cultura, los profesionales de la salud mental, en vez de abrir los consultorios a la problemática de la violencia, la droga, las crisis, hacen el camino inverso y se terminan de encerrar en los consultorios, con terapias cada vez más ortodoxas. Acá es donde importamos a Jacques Lacan y su teoría, donde la complejidad del lenguaje llega a ser totalmente hermética, donde se analiza solo el discurso del paciente y se les termina por traspapelar la persona en su humanidad sufriente. Pensamos que esta evitación de la realidad, de la escuela lacaniana, que domina actualmente el campo de la psicoterapia, fue funcional en nuestro país por su capacidad de negar lo que sucedía. Durante la dictadura militar, contaminarse con lo real era muy peligroso, un paciente militante “quemaba”.
Alfredo Moffatt

## Libros publicados
- Estrategias para sobrevivir en Buenos Aires. Buenos Aires: Jorge Álvarez, 1967.
- Psicoterapia del oprimido. Buenos Aires: Humanitas, 1974.
  - la sexta edición fue publicada como Socioterapia para sectores marginados. Buenos Aires: Lumen, 1997.
- Terapia de crisis. Buenos Aires: Búsqueda, 1982.
- Los derechos humanos en el otro país. Buenos Aires: Puntosur, 1990.
- En caso de angustia, rompa la tapa. Buenos Aires: Astralib, 2003.
- Terapia de crisis: la emergencia psicológica, Edición Bancavida 2007[2]

## Vida personal
Nació en el Hospital Rivadavia, de madre alemana y padre hijo de británicos. Se casó cuatro veces; la primera a los 27 años, y se separó cuatro años después. A los dos años de haberse separado se volvió a casar, y tuvo dos hijos: Luciano (de quien tiene dos nietas: Julieta y Candela) y Malena. Muchos años después volvió a casarse, y tuvo una relación de ocho años.
En octubre de 2011, a los 77 años, se casó con Daniela Azpiazu Bitsikas, de 23 años (o sea, 54 años menor que él). La pareja vivía en la Escuela de Psicología Social que fundó Moffatt.